# 小行星9038
小行星9038（英語：9038 Helensteel）是一颗围绕太阳公转的小行星。1990年11月12日，鄧肯·史蒂爾在赛丁泉山发现了此天体。
这颗小行星的绝对星等为221.0847373784295等。小行星9038以發現者的妻子海倫·瑪格麗特·史蒂爾（Helen Margaret Steel）命名。